# The Keyhole
The Keyhole is een Amerikaanse filmkomedie uit 1933 onder regie van Michael Curtiz. In Nederland werd de film destijds uitgebracht onder de titel Een blik door het sleutelgat.

## Verhaal
Jaren geleden trouwde Anne Brooks met haar danspartner Maurice Le Brun. Ze gingen al gauw uit elkaar. Nu heeft Anne een verhouding met de miljonair Schuyler Brooks. Wanneer ze met hem gaat trouwen, komt ze erachter dat haar echtscheiding met Maurice nog niet rond is. Alleen wil Maurice niet scheiden. Samen met haar schoonzus bedenkt Anne een plan.

## Rolverdeling
| Acteur               | Personage           |
| -------------------- | ------------------- |
| Kay Francis          | Anne Brooks         |
| George Brent         | Neil Davis          |
| Glenda Farrell       | Dot                 |
| Monroe Owsley        | Maurice Le Brun     |
| Allen Jenkins        | Hank Wales          |
| Helen Ware           | Portia Brooks       |
| Henry Kolker         | Schuyler Brooks     |
| Ferdinand Gottschalk | Advocaat van Brooks |